# Stadion Evžena Rošickiego
Stadion Evžena Rošickiego (cz. Stadion Evžena Rošického) – stadion sportowy w praskiej dzielnicy Strahov (Břevnov, Praga 6) u podnóża Malej Strany (na południowy zachód od niej) w kompleksie sportowym Strahov.
W 1978 był areną lekkoatletycznych mistrzostw Europy. Pojemność trybun: 19 032 miejsc. 
Dogodny dojazd do kompleksu sportowego zapewnia komunikacja miejska:
- linie tramwajowe: nr 15, 22, 23 i 25; przystanek Malovanka
- linie autobusowe: nr 143, 149, 176 i 217; przystanki: Koleje Strahov, Stadion Strahov, Hybšmanka oraz Malovanka.

W pobliżu znajduje się największy piłkarski stadion świata: stadion Strahov – stadiony rozdziela jedynie ulica Zatopkova. 